# كاتيفا ناتوريزا

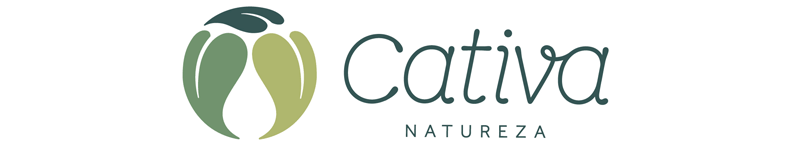

كاتيفا ناتوريزا هي شركة من بارانا، البرازيل، تُشير إليها الصحافة العالمية المختصة في المنطقة  كمرجع في السوق البرازيلية لمستحضرات التجميل التي يمكن تتبعها والمصنوعة من مواد خام عضوية. بالإضافة لذلك، يعترف بها الخبراء في السوق العالمية كأحد المشاركين الرئيسين في الصناعة العضوية البرازيلية.
يعتبر المتخصصون قطاع المنتجات العضوية، والذي تنتمي إليه هذه الشركة، في كامل اتساعه في البلاد.(البيانات الصادرة في يوليو 2014) 

## الجوائز
مُنِحت الشركة جائزة عام 2010 من IBDN ( المعهد البرازيلي للحفاظ علي الطبيعة) لكونها الجزء الأول من سلسلة شهادة اعتماد المنتج في البرازيل 